# 13 (pel·lícula de 2022)
13: The Musical (o simplement coneguda com a 13) és una pel·lícula de comèdia dramàtica musical estatunidenca de 2022 dirigida per Tamra Davis i adaptada per a la pantalla per Robert Horn a partir de l'obra de teatre musical homònima. La pel·lícula es va estrenar a través de Netflix el 12 d'agost de 2022, amb els subtítols en català.

## Repartiment
- Eli Golden com a Evan
- Gabriella Uhl com a Patrice
- JD McCrary com a Brett
- Lindsey Blackwell com a Kendra
- Frankie McNellis com a Lucy
- Jonathan Lengel com a Archie
- Ramon Reed com a Eddie
- Nolen Dubuc com a Malcolm
- Luke Islam com a Carlos
- Shechinah Mpumlwana com a Cassie
- Khiyla Aynne com a Charlotte
- Willow Moss com a Zee
- Kayleigh Cerezo com a Molly
- Liam Wignall com a KC
- Peter Hermann com a Joel
- Josh Peck com el rabí
- Rhea Perlman com a Ruth
- Debra Messing com a Jessica